# ○爆ワイド
『○爆ワイド』（まるばくワイド）は、1989年10月2日から1990年3月30日まで関西テレビで毎週月曜 - 木曜 17:00 - 17:30、金曜 17:00 - 18:00に放送されていたバラエティ番組である。

## 概要
『しっぽまでアンコ!』の打ち切りから3か月の空白期間を経てスタートした平日夕方の帯番組。月亭八方や西川のりおといったベテランタレントを日替わりの司会者に起用していたが、番組は半年で打ち切られた。
月はブリーズ、水と金は吉本興業との共同制作。火と木は自社制作であった。

## 司会
- 月曜：月亭八方、キダ・タロー 「八方・キダの東京発○爆通信」
- 火曜：浜村淳 「○爆入試道場」
- 水曜：宮川大助・花子 「○爆クッキング」
- 木曜：宮尾すすむ 「○爆相談」
- 金曜：西川のりお 「○爆おばあちゃんと一緒」

## 番組編成上の影響
この番組の放送時間は原則17時から17時半までであったが、金曜版のみ17時から18時までの1時間番組として放送されていた。このような変則的な編成であったため、平日17時半から放送されていたフジテレビ製作アニメ（ティーンズゴールデンタイム）のうち、フジテレビほかでは木曜日に放送されていた『たいむとらぶるトンデケマン!』が関西テレビでは『らんま1/2 熱闘編』（フジテレビでは金曜日に放送）に差し替えられたためにネットされず、代わりにKBS京都とサンテレビで番販ネットされていた。
| 関西テレビ 月曜 - 木曜17時台前半枠       | 関西テレビ 月曜 - 木曜17時台前半枠          | 関西テレビ 月曜 - 木曜17時台前半枠                                              |
| 前番組                                   | 番組名                                      | 次番組                                                                          |
| ---------------------------------------- | ------------------------------------------- | ------------------------------------------------------------------------------- |
| ドラマ再放送枠 （1989年7月 - 1989年9月） | ○爆ワイド （1989年10月2日 - 1990年3月29日） | ドラマ再放送枠                                                                  |
| 関西テレビ 金曜17時台（60分枠）          |                                             |                                                                                 |
| ドラマ再放送枠 （1989年7月 - 1989年9月） | ○爆ワイド （1989年10月6日 - 1990年3月30日） | ドラマ再放送枠（前半） らんま1/2 熱闘編（後半） ※フジテレビとの同時ネットへ移行 |